# Kleines Hufeisen
Das Kleine Hufeisen war ein Motivationsabzeichen der Deutschen Reiterlichen Vereinigung für Kinder und Jugendliche bis 16 Jahre im Reitsport und im Voltigieren. Voraussetzung für die Teilnahme an der Abzeichenprüfung war der Besuch eines Vorbereitungslehrgangs.
Mit der Ausbildungs- und Prüfungsordnung der Deutschen Reiterlichen Vereinigung (APO) 2014 wurde das Kleine Hufeisen durch die Reitabzeichen 8 und 9 bzw. durch das Voltigierabzeichen 9 ersetzt. Diese sind für alle Altersgruppen offen.

## Die Prüfung
Die Abzeichenprüfung bestand aus einem praktischen und einem theoretischen Teil.
In der theoretischen Prüfung musste der Abzeichenanwärter beweisen, dass er die wichtigsten Putz- und Ausrüstungsgegenstände korrekt benennen kann und die Grundbedürfnisse des Pferdes sowie die wichtigsten Grundsätze im Pferdeverhalten und im Umgang mit dem Pferd kennt. Prüfungsrelevant waren ferner Grundkenntnisse über Pferdehaltung und Fütterung, Tierschutz und Unfallverhütung. Außerdem wurde Basiswissen in der Reit- bzw. Voltigierlehre abgefragt.
Der praktische Teil der Prüfung umfasste das korrekte Führen und Anbinden eines Pferdes inklusive Passieren anderer Pferde und Sicherheit auf der Stallgasse sowie die Pferdepflege (Putzen, Huf- und Schweifpflege) und die Mithilfe beim Zäumen und Satteln bzw. Gurten. 
Reiter mussten darüber hinaus eine kurze Abteilungsaufgabe vorreiten und dabei zeigen, dass sie ihr Pferd in allen drei Grundgangarten (Schritt, Trab und Galopp) beherrschen. Auch mehrere Bahnfiguren mussten dabei vorgeritten werden. In den meisten Fällen kamen nach neuer Ordnung bereits hier die drei Sprünge des großen Hufeisens hinzu.
Bei der Abzeichenprüfung Voltigieren umfasste der praktische Teil das Mitlaufen im Takt (Galopp und Trab), den Aufsprung (mit Hilfestellung), vier Einzel- und eine Doppelübung sowie den Absprung im Schritt. Zusätzlich wurden zwei Übungen im Galopp gezeigt.
Die nächsthöhere Abzeichen war das Große Hufeisen.